# Канторович, Эрнст
Эрнст Канторович (нем. Ernst Hartwig Kantorowicz; 3 мая 1895, Познань — 9 сентября 1963, Принстон) — немецкий и американский историк-медиевист, наиболее известный своим исследованием средневековой политической теологии «Два тела короля» (1957), где высказал одноимённую теорию.

## Биография
Родился в Познани, в ассимилированной и обеспеченной еврейской семье. Его двоюродная сестра была подругой Георга Зиммеля и переводчицей трудов Бергсона. Участвовал в Первой мировой войне, служил в кавалерии. После войны некоторое время числился во Фрайкоре и принимал участие в подавлении Спартаковского восстания. 
С 1918 года изучал философию в Берлинском университете. В 1920 году перешёл на исторический факультет Гейдельбергского университета, который окончил в 1921 году. В 1922—1930 годах приват-доцент. Вошёл в ближайший круг Стефана Георге. Неоромантические взгляды и литературные пристрастия кружка повлияли на первый печатный труд Канторовича — биографию императора Фридриха II. Получил кафедру во Франкфуртском университете (1930—1934), но отказался присягать на верность нацистским властям, был уволен.
В 1938 году переехал в Оксфордский университет, где ранее был приглашённым профессором, затем в Калифорнийский университет в Беркли (1939). С 1945 года гражданин США. Придерживался консервативных взглядов, но в 1949 году, на волне массовых антикоммунистических настроений, вновь отказался присягать в своей идеологической лояльности и был уволен. В 1951 году при поддержке Роберта Оппенгеймера перешёл в Институт перспективных исследований в Принстоне, где и работал до конца своих дней.
Патрик Дж. Гири вспоминал:

Он отказался подписать клятву верности во время маккартистской охоты на ведьм. Каждый профессор в системе Калифорнийского университета должен был подписать клятву верности и поклясться, что он не коммунист.  Канторович, который боролся с коммунистами во время Спартаковского восстания, будучи очень, очень консервативным человеком, сказал, что он видел один фашистский режим, один вид подхода к контролю мысли и требованию принятия и соответствия; и он отказался участвовать.
Оригинальный текст (англ.)He  was  at  Berkeley  for  a  time  [1939–1950],  but  he  refused  to  sign  the  loyalty  oath  during  the  McCarthy   witch   hunts. As   you   know,   every   professor   in   the   University  of  California  system  had  to  sign  a  loyalty  oath  to  swear  that  he  was  not  a  Communist.  Kantorowicz,  who  had  fought  the  Communists  in  the  Spartacus  Uprising,  who  was  a  very,  very  conservative  person,  said  that  he  had  seen  one  Fascist  regime,  one  kind  of  approach  to  control  thought  and  to  demand  acceptance  and  conformity;  and  he  refused  to  participate.  He  was  fired  by  the  State  of   California   and   then   immediately   hiredby   the   Institute   for   Advanced  Study,  where  he  spent  the  remainder  of  his  career.
Отмечен медалью Хаскинса Американской академии медиевистики (1959).

## Научные интересы и магнум опус
Наиболее известен монографией по политической теологии Средневековья Два тела короля (1957), которая сначала прошла незамеченной, но впоследствии повлияла на Бурдьё и Фуко, а в 1990-е годы вызвала горячие споры и оказала большое воздействие на гуманитарные и социальные науки в США и Европе. Главным оппонентом Канторовича был американский историк-медиевист Норман Кантор, который видел в историческом подходе Канторовича отголоски германского национализма. Внимание к символическим формам и церемониальным аспектам исторического прошлого, восходящее к идеям Э. Кассирера, сближает Канторовича с Э. Панофским (примечательно, что все трое были в разные годы связаны с Принстоном).

## Публикации
- Kaiser Friedrich der Zweite (1927)
- Die Wiederkehr gelehrter Anachorese im Mittelalter (1937)
- Laudes Regiae. A Study in Liturgical Acclamations and Medieval Ruler Workship (1946, в соавторстве)
- The King’s Two Bodies: A Study in Mediaeval Political Theology (1957, 7-е изд. — 1997, фр. пер. 1989, нем. пер. 1990, русс. пер. 2014)
- Selected Studies (1965)
- Götter in Uniform. Studien zur Entwicklung des abendländischen Königtums (1998)

### Издания на русском языке
- Два тела короля. Исследование по средневековой политической теологии. — М.: Изд-во Института Гайдара, 2014. — 744, [1] с. : ил., факс. ISBN 978-5-93255-380-0
- Император Фридрих II. — СПб.: Владимир Даль, 2022. — 779 с.